# Matière fantôme
Matière fantôme est une série de bande dessinée de science-fiction racontant en trois tomes l'histoire d'un vaisseau spatial appelé Vaisseau-monde.
- Scénario : Hugues Fléchard
- Dessins : Stéphane Douay
- Couleurs : Irène Häfliger

## Albums
1. alpha (2006)
2. bêta (2007)
3. delta (2008)